# 통농현
통농현(베트남어: Huyện Thông Nông / 縣通農)은 베트남 동북부 지방 까오방성에 있던 현으로서 현청 소재지는 통농 시진이며 면적은 357.38km2, 인구는 24,441명(2019년 기준)이었다.

## 역사
1966년 4월 7일에 하꽝현에서 분리되어 신설되었다. 2020년 1월 10일을 기해 다시 하꽝현으로 통합되었다.

## 행정 구역
통농현은 1시진, 10사를 관할하였다.

### 시진
- 통농 시진 (Thị trấn Thông Nông, 通農市鎭)

### 사
- 빈랑사 (Xã Bình Lãng, 平朗社)
- 껀농사 (Xã Cần Nông, 勤農社)
- 껀옌사 (Xã Cần Yên, 勤安社)
- 다통사 (Xã Đa Thông, 多通社)
- 르엉깐사 (Xã Lương Can, 琅玕社)
- 르엉통사 (Xã Lương Thông, 琅通社)
- 응옥동사 (Xã Ngọc Động, 玉洞社)
- 타인롱사 (Xã Thanh Long, 清隆社)
- 비꽝사 (Xã Vị Quang, 渭光社)
- 옌선사 (Xã Yên Sơn, 安山社)